# スープアンドイノベーション
株式会社スープアンドイノベーションは、長野県長野市に本社を置く、スープ専門店「ベリーベリースープ」を運営している企業である。
2012年10月に投資会社であるPE&HR株式会社の子会社となった。日本フランチャイズチェーン協会準会員であり、主にフランチャイズチェーン方式により店舗を展開している。

## 概要
主な事業内容は、ベリーベリースープ直営店・テストキッチンの運営、冷凍スープ及びレトルトスープの開発・販売、飲食店・レストラン向けスープメニュー開発支援、手話オペレーションカフェ（サインカフェ）の開発・指導である。
店舗運営は、主にフランチャイズ（FC）で、全国に36店舗を展開している（2018年5月現在）。

## 沿革
- 2009年1月 - 株式会社スープアンドイノベーション設立
- 2012年10月 - PE&HR株式会社の子会社となる